# العلاقات السنغالية اللاوسية
العلاقات السنغالية اللاوسية هي العلاقات الثنائية التي تجمع بين السنغال ولاوس.

## مقارنة بين البلدين
هذه مقارنة عامة ومرجعية للدولتين:
| وجه المقارنة                                              | السنغال                                              | لاوس        |
| --------------------------------------------------------- | ---------------------------------------------------- | ----------- |
| المساحة (كم2)                                             | 196.72 ألف                                           | 236.80 ألف  |
| عدد السكان (نسمة)                                         | 15.85 مليون                                          | 6.86 مليون  |
| الكثافة السكانية (ن./كم²)                                 | 80.57                                                | 28.97       |
| العاصمة                                                   | داكار                                                | فيينتيان    |
| اللغة الرسمية                                             | لغة فرنسية، اللغة الولوفية، باديارا ‏، اللغة البلنتية | اللغة اللاو |
| العملة                                                    | فرنك غرب أفريقي                                      | كيب لاوي    |
| الناتج المحلي الإجمالي (بليون دولار)                      | 16.37 مليار                                          | 16.85 مليار |
| الناتج المحلي الإجمالي (تعادل القوة الشرائية) بليون دولار | 36.62 مليار                                          | 38.71 مليار |
| الناتج المحلي الإجمالي الاسمي للفرد دولار أمريكي          | 899                                                  | 1.82 ألف    |
| الناتج المحلي الإجمالي للفرد دولار أمريكي                 | 2.33 ألف                                             |             |
| مؤشر التنمية البشرية                                      | 0.466                                                | 0.575       |
| رمز المكالمات الدولي                                      | +221                                                 | +856        |
| رمز الإنترنت                                              | .sn                                                  | .la         |
| المنطقة الزمنية                                           | 00                                                   | ت ع م+07:00 |

## منظمات دولية مشتركة
يشترك البلدان في عضوية مجموعة من المنظمات الدولية، منها:
| علم المنظمة | اسم المنظمة                        | تاريخ انضمام السنغال | تاريخ انضمام لاوس |
| ----------- | ---------------------------------- | -------------------- | ----------------- |
|             | مؤسسة التنمية الدولية              | 31 أغسطس 1962        | 28 أكتوبر 1963    |
|             | يونسكو                             | 10 نوفمبر 1960       | 9 يوليو 1951      |
|             | وكالة ضمان الاستثمار متعدد الأطراف | 12 أبريل 1988        | 5 أبريل 2000      |
|             | الأمم المتحدة                      | 28 سبتمبر 1960       | 14 ديسمبر 1955    |
|             | البنك الدولي للإنشاء والتعمير      | 31 أغسطس 1962        | 5 يوليو 1961      |
|             | منظمة حظر الأسلحة الكيميائية       | ?                    | ?                 |
|             | مؤسسة التمويل الدولية              | 31 أغسطس 1962        | 29 يناير 1992     |
|             | منظمة الشرطة الجنائية الدولية      | ?                    | ?                 |

## وصلات خارجية
- موقع وزارة الخارجية السنغالية
- موقع وزارة الخارجية اللاوسية